# Lutici
Lutici nebo Luticové je jméno kmenového svazu Polabských Slovanů (Wendů) v období raného středověku, kteří obývali východní část Polabí a Pobaltí. Lutický svaz se zformoval v průběhu 10. století z širší nejednotné kmenové skupiny Velétů. Západně od lutického svazu se jiné polabské kmeny na území pozdějšího Meklenburska již dříve sjednotily do kmenového svazu Obodritů.
Ještě ve 12. století Luticové, na rozdíl od sousedních slovanských a německých zemí, stále vyznávali svou starou pohanskou víru a bránili se šíření křesťanství a vlivu germanizace. Oproti původní pohanské praxi však začali (snad pod vlivem křesťanství?) budovat pro své kulty zdobené chrámy a organizovat vlastní kněžstvo, což někdy nabylo podoby teokracie. Pohanství bylo jistě stále polyteistické, avšak západní prameny zmiňují pouze hlavní kmenové válečné bohy, kteří v náboženských představách zaujímali přední postavení. Tato skutečnost nijak nepomáhá výzkumu původního slovanského náboženství a je zdrojem četných hypotéz.

## Kmenové zřízení
K Luticům náležely kmeny Břežanů, Črezpěňanů, Dolenců, Došanů, Grozvičanů, Chyžanů (Kyšanů), Lekusiců (Lešiců), Moričanů, Neleticů, Ploňanů, Ránů, Ratarů, Rečanů, Sitňanů, Sprévanů, Stodoranů (Havolanů), Ukřanů a Voliňanů, Zemčiců aj. V čele kmene byl kníže, volený sněmem. Luticové měli pravděpodobně kmenové zřízení teokratické (světští panovníci byli podřízeni pohanským kněžím – tzn. žrecům). Sněmovní organizace úzce spjatá s pohanským kultem byla překážkou christianizace a vzniku feudálního státu. Lutici pravděpodobně neměli hlavní město, náboženským střediskem byla Retra kmene Ratarů, kde se nacházel pohanský kult Svarožice.

## Historie
Lutici byli proslulými bojovníky. V letech 1003–1017 je získal za spojence proti Boleslavu Chrabrému římskoněmecký císař Jindřich II., k čemuž nemohlo dojít jinak než skrze společné rozhodnutí na kmenovém sněmu. V roce 1056 porazili Lutici saské vojsko. Domácí boje mezi Črezpěňany a Ratary od roku 1057 vedly k rozpadu lutického svazu a ke ztrátě nezávislosti. Jejich území opanovala knížata Obodritů a Pomořanů. Roku 1068 byla Retra vypleněna biskupem Burchardem z Halberstadtu a znovu roku 1127 Lotharem III. Při prvním vyplenění odjel z města biskup na posvátném koni. Úplný zánik svatyně souvisí s tažením braniborského markraběte Albrechta I. Medvěda, poté se novým náboženským střediskem Luticů stává na místo Retry hradiště Arkona na ostrově Rujáně (kult Svantovíta). Z toho lze usuzovat, že se jednalo o téhož boha, jen s odlišným přízviskem a jinou lokální podobou.
Roku 1168 je dobyta i Arkona (lutického kmene Ránů) dánským králem Valdemarem I., což lze považovat za definitivní konec lutického svazu.

## Seznam kmenů s hradišti
- Rataři byli nejvýznamnějšími v kmenovém svazu. Nacházeli se na horním toku Dolenice a jejich hradiště Riedegost (Retra) s nejslavnějším chrámem boha Svarožice-Radegasta byla politickým a náboženským centrem svazu. Přesné umístění hradiště není známo, spekuluje se o Prilvicích, městečku na jih od Stargardu jihovýchodně od Štětína. Retra byla v roce 955 vydrancována a zlatá socha Radegasta z chrámu ukradena braniborským biskupem. Poté byla znovu Ratary vystavěna, ale ve 12. století za vlády Jindřicha Lva znovu vypálena, nikdy už poté nebyla znovu obnovena.
- Ránové, sídlící na Rujáně (Rügen), měli náboženské centrum Arkonu a knížecí sídlo Korenicu (Charenz). Vliv Arkony přesahoval starší knížecí sídlo a po zániku Retry se stalo novým centrem svazu.
- Havolané (Stodorané), jejichž centrem bylo hradiště Brena (Brennaburg, Branibor, Brandenburg an der Havel), nalézající v močálovém terénu u řeky Havoly (něm.: Havel). Hradiště Brena mělo kolovou hradbu o průměru 120 až 150 m. Bylo ze všech stran obklopeno močály, což ztěžovalo jeho dobytí. Dalším sídlištěm Havolanů byla Postupim (Potsdam).
- Břežané obývali okolí města Havelberku (Havelberg), jejich sídlištěm byla Neletice (Nitzow).
- Črezpěňané obývající území u řek Pěna (Peene) a Rekenice měli hradiště Wolegast (Wolgast), Teterow, Tribuša (Tribsees).
- Chyžané žijící u řek Rekenice (Recknitz) a Varnavy (Warnow) měli hradiště Vostrov (Güstrow) na Nebole.
- Dolenci sídlící u řeky Dolenice (Tollense) měl pohraniční pevnost Dymín (Demmin) a Stlup (Stolpe).
- Dalším významných hradištěm byl Groß Raden, nedaleko Sternbergu. Hradiště je dnes zrekonstruované.

## Související články

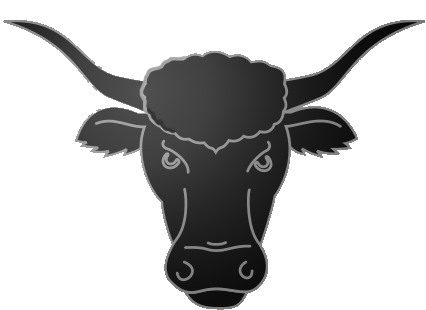
Hlava černého tura Ratarů, symbol Retry